# Devon Erickson
Devon Erickson é conhecido por ser um dos autores do tiroteio na escola STEM Highlands Ranch, ocorrido em maio de 2019, nos Estados Unidos. Juntamente com outro aluno de 16 anos chamado Alec McKinney, ele entrou na escola e abriu fogo, resultando na morte de 1 estudante e ferindo outros 8. Erickson foi preso e enfrentou acusações relacionadas ao tiroteio. O caso atraiu grande atenção da mídia e levantou questões sobre segurança escolar e o acesso a armas de fogo nos Estados Unidos.